# Ludwig Renn

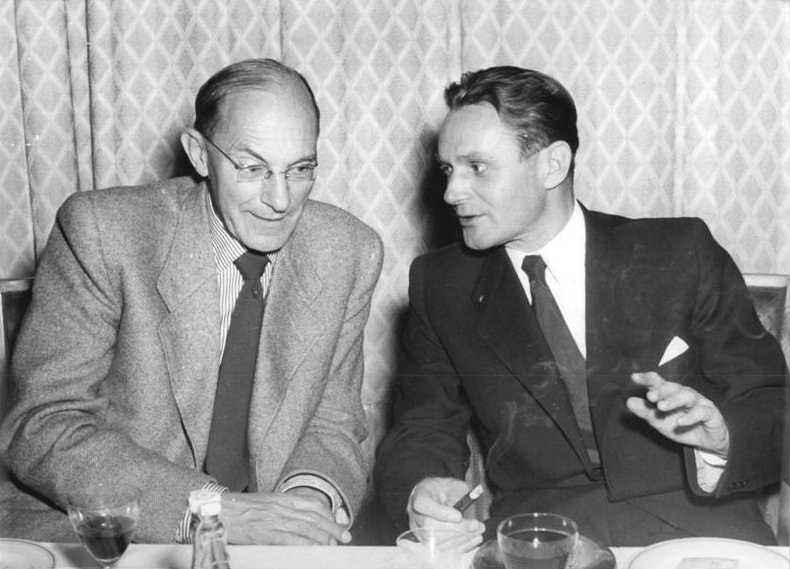
Ludwig Renn (links) mit dem polnischen Politiker Ignacy Loga-Sowiński (1954)

Ludwig Renn (* 22. April 1889 in Dresden; † 21. Juli 1979 in Ost-Berlin; eigentlich Arnold Friedrich Vieth von Golßenau) war ein deutscher Offizier und Schriftsteller.

## Jugend, Erster Weltkrieg
Ludwig Renn (bis 1930 Arnold Vieth von Golßenau) entstammte sächsischem Adel mit Stammsitz in Golßen (Niederlausitz). Seine Mutter Bertha Julie, geborene Raspe (1867–1949), war bürgerlicher Herkunft und stammte aus Moskau. Über seinen Vater Carl Johann Vieth von Golßenau (1856–1938), der Mathematikprofessor und Erzieher am Dresdner Königshof war, kam es zu einer freundschaftlichen Bindung mit dem sächsischen Kronprinzen, Georg von Sachsen. 1910 begann Ludwig Renns Offizierslaufbahn im 1. Leib-Grenadier-Regiment Nr. 100 der Sächsischen Armee, wo auch sein Freund Georg von Sachsen diente. Von 1914 bis 1918 kämpfte er im Ersten Weltkrieg als Kompanieführer, zeitweise auch als Bataillonsführer an der Westfront. Nach dem Krieg war er Hauptmann der Dresdner Sicherheitspolizei. 1920 weigerte er sich, im Verlauf des Kapp-Putsches auf revolutionäre Arbeiter zu schießen, und quittierte kurz danach den Dienst.

## Studien und Reisen
Von 1920 bis 1923 studierte er in Göttingen und München Jura, Nationalökonomie, Kunstgeschichte und russische Philologie. 1923 war er während der Inflationszeit als Kunsthändler in Dresden tätig. 1925/26 unternahm er eine Fußreise durch Südeuropa und den Orient. Kurz nach seiner Rückkehr nach Dresden im Jahre 1926 inspirierte ihn Cornelius Gurlitt, am Zweiten Kunsthistorischen Institut Wien ein Studium zu beginnen. 1927 beendete er in Wien sein Studium der Archäologie und der ostasiatischen Geschichte. Im selben Jahr kehrte er nach Deutschland zurück und hielt vor Arbeitern Vorträge über die Geschichte Chinas. 1928 wurde er mit seinem ersten Buch Krieg, einem vielgelesenen, nüchtern-sachlichen Antikriegsroman, berühmt.

## Renn als kommunistischer Schriftsteller und Spanienkämpfer

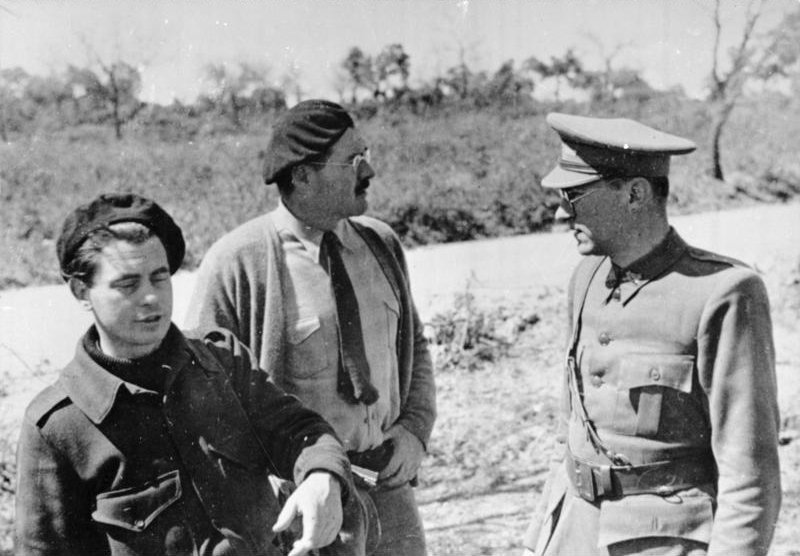
Joris Ivens und Ernest Hemingway mit Ludwig Renn 1936 während des spanischen Bürgerkriegs

Von den Nationalsozialisten angegriffen, wählte er für seinen Adelsnamen das Pseudonym „Ludwig Renn“, nach dem Helden seines Erfolgsromans, und schloss sich den Kommunisten an. Nach dem Eintritt 1928 in die KPD und den Roten Frontkämpferbund engagierte er sich auch als Sekretär im Bund proletarisch-revolutionärer Schriftsteller und Herausgeber der kommunistischen Literaturzeitschriften Linkskurve und Aufbruch. Renn war auch Mitglied des „Aufbruchkreises“, der von zehn Offizieren im März 1931 anlässlich des Übertritts Leutnant Richard Scheringers von der NSDAP zur KPD gegründet worden war. Seine Bücher Nachkrieg (1930) und Russlandfahrten (1932) machten ihn zum wichtigsten deutschen kommunistischen Schriftsteller der Zwischenkriegszeit. Er lebte damals im Berliner Arbeiterbezirk Friedrichshain in Alt-Stralau 70. Im März 1933 wurde er nach dem Reichstagsbrand von Rudolf Diels aufgrund der Verordnung des Reichspräsidenten zum Schutz von Volk und Staat zusammen mit Carl von Ossietzky und Ernst Torgler verhaftet und der ausländischen Presse vorgeführt. Im Januar 1934 wurde Renn „wegen Vorbereitung zum Hochverrat“ zu 2 ½ Jahren Gefängnis verurteilt, die er im Zuchthaus Bautzen verbüßte. Nach seiner Entlassung nahm er Wohnsitz in Unteruhldingen/Meersburg und Überlingen am Bodensee, von wo aus er im Februar 1936 in die Schweiz flüchtete und um politisches Asyl ersuchte. Nach einem Monat Aufenthalt beim Verleger Emil Oprecht in Zürich zog er in den Kanton Tessin. Mitte August 1936 verließ Renn die Schweiz heimlich und ging nach Spanien, vorerst inkognito. Als Ende Oktober 1936 die XI. Internationale Brigade gegründet wurde, übernahm Renn das Kommando des Bataillons Ernst Thälmann und ab Dezember 1936 als Stabschef – gemeinsam mit Kommandeur Hans Kahle – die Führung der Brigade.
Nach der Niederlage der Republikaner in Spanien gelangte Renn über England und die Vereinigten Staaten nach Mexiko ins Exil, wo er als Vorsitzender der Bewegung „Freies Deutschland“ tätig war und die Welthilfssprache Esperanto förderte. Im April 1937 wurde Vieth von Golssenau im Deutschen Reich ausgebürgert.

## Renn in der SBZ/DDR

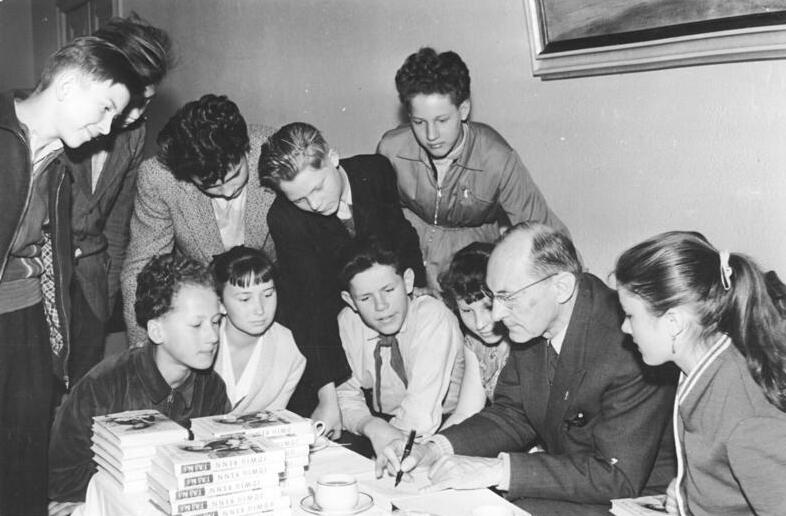
Ludwig Renn signiert 1959 für Jugendliche sein Buch Trini

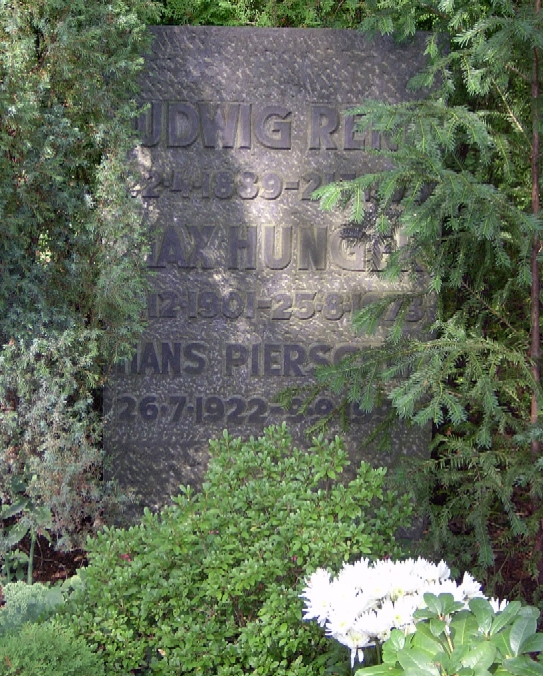
Grab von Ludwig Renn auf dem Zentralfriedhof Friedrichsfelde in Berlin

1947 kehrte Renn nach Deutschland zurück, ließ sich in der SBZ nieder und wurde Mitglied der SED. Er war Direktor des Kulturwissenschaftlichen Instituts und Professor an der Technischen Hochschule Dresden. Später wechselte er an die Humboldt-Universität zu Berlin. Renn war Mitglied des 1. Volksrates der SBZ.
Ab 1952 schrieb er als freier Schriftsteller militärhistorische und politische Abhandlungen, Reise- und Lebensberichte sowie Kinderbücher. Dabei blieb er streng auf Parteilinie.
Der homosexuelle Renn lebte seit der Rückkehr aus dem mexikanischen Exil mit dem aus Dresden stammenden Max Hunger (1901–1973) zusammen. Zu beiden stieß 1949 noch Hans Pierschel (1922–1994). Von 1952 bis zu seinem Tod wohnte Renn mit seinen Freunden in Berlin-Kaulsdorf.
Er und seine Lebensgefährten wurden in einem gemeinsamen Grab in der „Künstlerabteilung“ auf dem Zentralfriedhof Friedrichsfelde in Berlin beigesetzt, das unter Denkmalschutz steht.

## Auszeichnungen und Ehrungen
In der DDR wurde Ludwig Renn nicht nur als Schriftsteller, sondern auch als Antifaschist und Widerstandskämpfer geehrt.
Neben Kinderbuchpreisen des Ministeriums für Kultur der DDR erhielt er zweimal den Nationalpreis der DDR und 1969 den Karl-Marx-Orden. 1959 erhielt er die Deutsche Friedensmedaille. Am 1. Mai 1979 bekam er den Orden Großer Stern der Völkerfreundschaft verliehen.
1969–1975 war er Ehrenpräsident der Akademie der Künste.
In Berlin-Marzahn ist die Ludwig-Renn-Straße sowie in seiner Geburtsstadt Dresden die Ludwig-Renn-Allee nach ihm benannt.
Auch in Zwickau gibt es im Stadtteil Weißenborn eine Ludwig-Renn-Straße. An der Volkshochschule Zwickau hielt er ab Oktober 1927 – erstmals unter seinem Pseudonym Ludwig Renn – Vorträge für Arbeiter über die Geschichte Chinas und Russlands.
Eine heute geschlossene Kinderbibliothek in der Berliner Leipziger Straße trug ebenfalls seinen Namen. Noch heute ist eine Grundschule in Potsdam nach Renn benannt. Ein Hochseetrawler (ROS 337) der DDR-Fischereiflotte war ebenfalls nach ihm benannt.

## Darstellung Renns in der bildenden Kunst (Auswahl)
- Wolfgang Frankenstein: Ludwig Renn (Mischtechnik Öl und Tempera auf Hartfaser, 100 × 70,5 cm, 1959; Nationalgalerie Berlin)[8]
- Alice Lex-Nerlinger: Prof. Dr. h.c. Ludwig Renn (Zeichnung, 1958 auf der Vierten Deutschen Kunstausstellung)
- Carl Lohse: Porträt Ludwig Renn (Tafelbild; im Bestand der Dresdener Gemäldegalerie Neue Meister)
- Erwin Weiß: Bildnis des Schriftstellers Ludwig Renn (Farbholzschnitt, 1952/1953)[9]
- Irena Zimmermann-Rabinowicz: Ludwig Renn (Öl auf Leinwand, 96 × 85 cm, um 1958; Galerie Neue Meister Dresden)[10]

## Werke

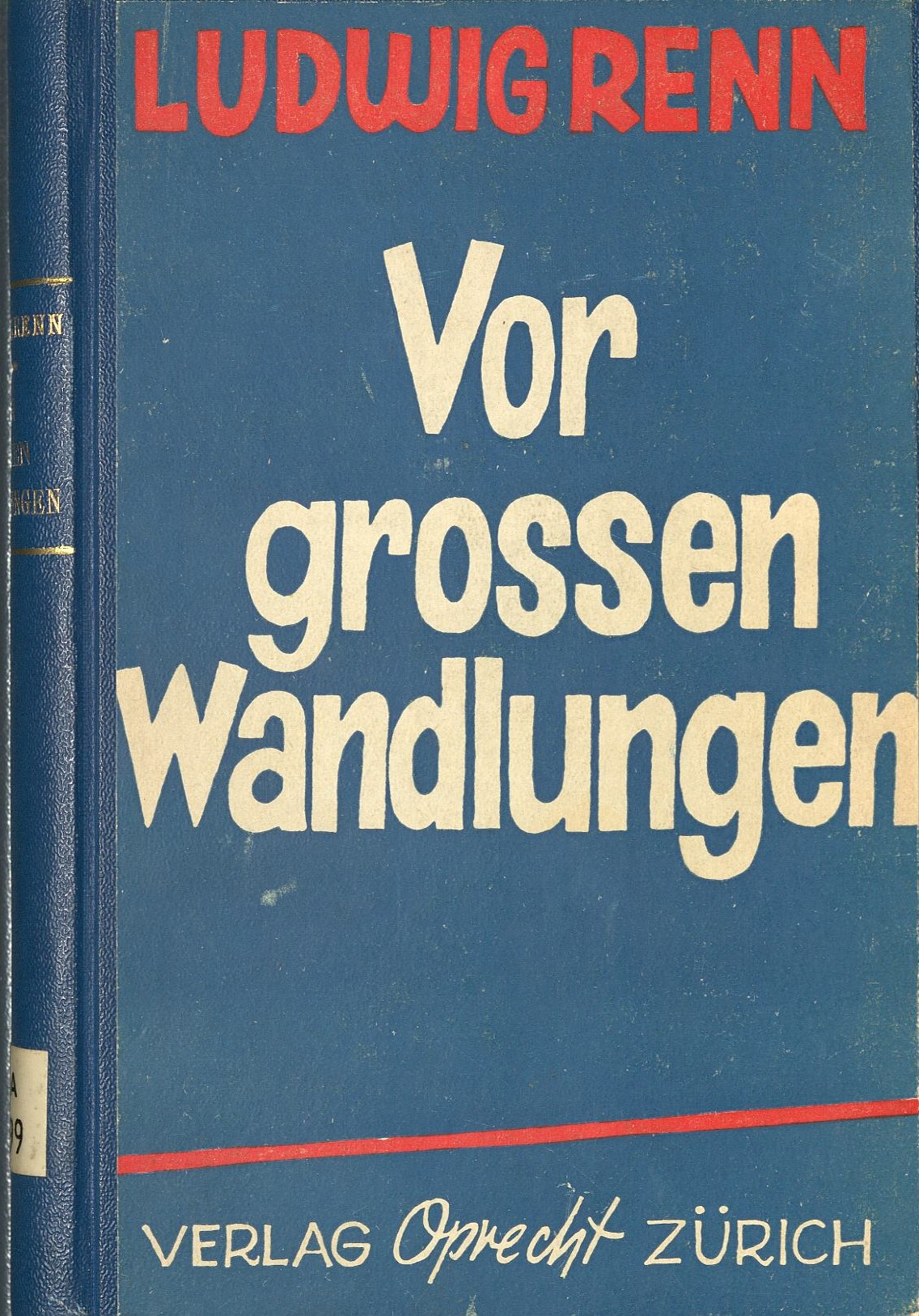
Vor großen Wandlungen (1936)

- Krieg. Frankfurter Societäts-Druckerei, Frankfurt am Main 1928
  - Neuaufl.: Krieg: mit einer Dokumentation. Aufbau-Verlag, Berlin 1989, ISBN 3-351-01402-3
  - Neuaufl., Nachwort Günther Drommer: Das Neue Berlin, Berlin 2001, ISBN 3-360-00976-2
  - Auszug: In vorderster Linie. Aus der Aisne-Champagne-Schlacht 1917. Diesterweg, 1929
- Nachkrieg. Agis, Berlin 1930 Volltext
- Rußlandfahrten. Lasso, Berlin 1932
- Vor großen Wandlungen. Oprecht, Zürich 1936. Neuaufl.: Aufbau, Berlin 1989, ISBN 3-351-01478-3
- Death without battle. Dodd, Mead & Company, New York und M. Secker & Warburg, London 1937
- Warfare. The relation of war to society. Oxford University Press, New York und Faber & Faber, London, 1939
- Adel im Untergang. El Libro Libre, Mexico 1944
- Morelia. Eine Universitätsstadt in Mexiko. Aufbau, Berlin 1950
- Vom alten und neuen Rumänien. Aufbau, Berlin 1952
- Trini. Die Geschichte eines Indianerjungen. Kinderbuchverlag, Berlin 1954. Nationalpreis der DDR 1955
  - mit dem Titel: Trini. Die Geschichte eines mexikanischen Landarbeiterjungen während der mexikanischen Revolution. Bilder Diego Rivera, Alfaro Siqueiros. Weismann Frauenbuchverlag, München 1978, ISBN 3-921040-16-7
- Der spanische Krieg. Aufbau, Berlin 1955; wieder (ungekürzt): Das Neue Berlin, 2006 ISBN 978-3-360-01287-6
- Der Neger Nobi. 1955, seit 8. Auflage 1962 unter dem Titel Nobi, wieder: Eulenspiegelverlag, Berlin 2001, ISBN 3-359-01427-8
- Herniu und der blinde Asni. 1956
- Krieg ohne Schlacht. Verlag der Nation, Berlin 1957
- Meine Kindheit und Jugend. 1957
- Herniu und Armin. 1958
- Auf den Trümmern des Kaiserreiches. Aufbau, Weimar 1961
- Camilo. Der Kinderbuchverlag Berlin, 1963 (Illustrationen Kurt Zimmermann)
- Inflation. Aufbau, Weimar 1963
- Zu Fuss zum Orient. Aufbau, Weimar 1966
- Ausweg. Aufbau, Weimar 1967
- Krieger, Landsknecht und Soldat. (zusammen mit Helmut Schnitter) Kinderbuchverlag, Berlin 1976
- In Mexiko. Aufbau, Berlin 1979
- Anstöße in meinem Leben. Aufbau, Berlin 1980 (Autobiographie)

als Übersetzer
- Ermilo Abreu Gómez: Geschichten von den Maja-Indianern. Aufbau, Weimar 1948; Teilnachdruck: Jacinto Kaneck, in Die schönsten Erzählungen der Welt. Hausbuch unvergänglicher Prosa. Geleitwort Thomas Mann. Kurt Desch, München 1956, 2. Teil, S. 806 – 828 (Héroes Mayas: Zamná, Cocom. Canek. Mexico 1942)